# Melanocharacidium
Melanocharacidium – rodzaj ryb promieniopłetwych z podrodziny Characidiinae w obrębie rodziny Crenuchidae.

## Zasięg występowania
Rodzaj obejmuje gatunki występujące w słodkich wodach Ameryki Południowej (Kolumbia, Wenezuela, Gujana, Surinam, Gujana Francuska, Brazylia, Boliwia i Peru).

## Morfologia
Długość ciała do 9,9 cm.

## Systematyka
Rodzaj zdefiniował w 1994 roku brazylijski ichtiolog Paulo Andreas Buckup na łamach Ichthyological Exploration of Freshwaters. Na gatunek typowy Buckup wyznaczył (oznaczenie oryginalne) M. blennioides.

### Etymologia
Melanocharacidium: gr. μελας melas, μελανος melanos ‘czarny’; rodzaj Characidium Reinhardt, 1867.

### Podział systematyczny
Do rodzaju należą następujące gatunki:
- Melanocharacidium auroradiatum Costa & Vicente, 1994
- Melanocharacidium blennioides (Eigenmann, 1909)
- Melanocharacidium compressum Buckup, 1993
- Melanocharacidium depressum Buckup, 1993
- Melanocharacidium dispilomma Buckup, 1993
- Melanocharacidium melanopteron Buckup, 1993
- Melanocharacidium nigrum Buckup, 1993
- Melanocharacidium pectorale Buckup, 1993
- Melanocharacidium rex (Böhlke, 1958)